# فريدريك كارليسلي
فريدريك كارليسلي (بالإنجليزية: Frederick Carlisle)‏ (4 نوفمبر 1849 - 22 أكتوبر 1920) هو لاعب كريكت بريطاني (وحمل سابقاً جنسية المملكة المتحدة لبريطانيا العظمى وأيرلندا).